# USS Stethem (DDG-63)
USS Stethem (DDG-63) je torpédoborec třídy Arleigh Burke Námořnictva Spojených států amerických. Je třináctou postavenou jednotkou své třídy. Postaven byl v letech 1993–1995 loděnicí Ingalls Shipbuilding ve městě Pascagoula ve státě Mississippi. Torpédoborec byl objednán v roce 1990, dne 11. května 1993 byla zahájena jeho stavba, hotový trup byl spuštěn na vodu 17. června 1994 a 21. října 1995 byl zařazen do služby.

## Služba
Od května do listopadu 1997 proběhlo první nasazení, během kterého se Stethem zapojil do operace Southern Watch a podporoval prosazování sankcí OSN vůči Iráku. Patřil do bojových skupin letadlových lodí USS Constellation a USS John F. Kennedy. Druhé nasazení proběhlo od dubna do října 1999. Část nasazení loď strávila opět v Perském zálivu. Během svého třetího nasazení od ledna do června 2001 se Stethem například znovu zapojil do operace Southern Watch.